# Non siamo angeli (film 1955)
Non siamo angeli (We're No Angels) è un film del 1955 diretto da Michael Curtiz.

## Trama
Alla vigilia di Natale dell'anno 1895, nell'Isola del Diavolo, i tre forzati Joseph, Jules e Albert fuggono dal locale penitenziario con l'intenzione di imbarcarsi su una nave diretta in Francia. L'attesa per l'imbarco è destinata a prolungarsi, poiché la nave è in quarantena per un caso di peste a bordo, cosicché i tre forzati decidono di rifugiarsi nell'emporio Ducotel, sia per nascondersi che per trovarvi qualcosa di utile da rubare prima della fuga.
Il titolare Felix Ducotel, uomo mite, li accoglie benevolmente e acconsente che i tre gli riparino il tetto del negozio. Dalla loro privilegiata postazione sul tetto, i tre forzati fanno conoscenza della famiglia Ducotel: la tenerezza coniugale tra Felix e la bella moglie Amelie; l'innocente freschezza della loro figliola Isabelle; la preoccupazione per l'imminente arrivo dalla Francia del temuto cugino André Trochard, tirannico proprietario dell'attività commerciale di Ducotel, di cui intende controllare l'andamento degli affari; le difficoltà nel mandare avanti il negozio, le vendite scarse e la propensione dei clienti abituali a non saldare i propri conti.

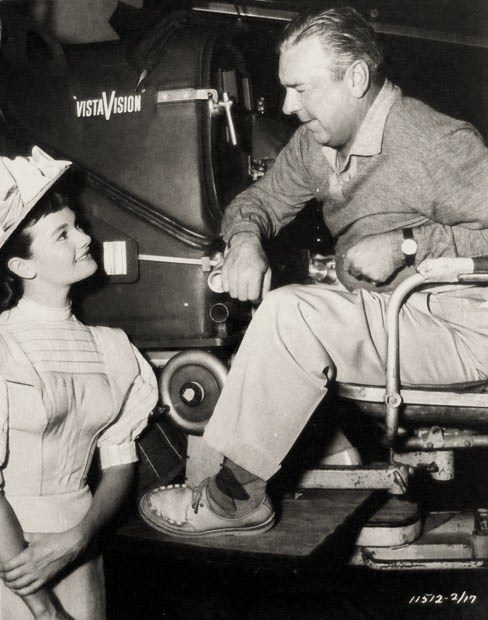
L'attrice Gloria Talbott sul set con il direttore della fotografia Loyal Griggs

Nella lettera in cui Trochard annuncia il suo prossimo sbarco, Isabelle apprende che è in arrivo anche il giovane cugino Paul, di cui lei è innamorata. Nella stessa lettera, lo zio André comunica però di aver già combinato il matrimonio di Paul con una ragazza ricca per averne benefici negli affari.
Mentre i Ducotel entrano in agitazione a queste ultime notizie, Joseph prende in mano la situazione nel negozio e riesce a concludere in modo brillante alcune vendite che consentono a lui e ai due compagni di guadagnare una crescente fiducia da parte dei Ducotel nei loro confronti. Anche i tre forzati in breve rimangono conquistati dalla semplicità della famigliola e, la sera di Natale, sono loro stessi a preparare la cena in onore di Felix, Amelie e Isabelle, che li ricambiano con un piccolo dono.
I Ducotel si ritirano per la notte e, mentre i tre forzati rigovernano la cucina, André e Paul Trochard giungono anzitempo a casa Ducotel, dopo essere riusciti a sbarcare dalla nave ancora in isolamento. La perfidia e la grettezza dell'anziano cugino spazzano via gli ultimi dubbi dei tre forzati, che decidono non solo di non derubare i Ducotel, ma di aiutarli ad affrontare al meglio la prepotenza del cugino. Joseph tenta di falsare i libri contabili per presentare a Trochard una situazione economica più brillante, mentre Jules e Albert combinano un incontro al chiaro di luna tra Isabelle e Paul, anche se si rendono presto conto che il ragazzo non ha serie intenzioni nei confronti di Isabelle.
I tentativi non hanno successo, poiché Trochard sequestra i libri contabili per esaminarli subito, senza che Joseph possa intervenire con alcun ritocco, poi interrompe brutalmente l'idillio di Isabelle e Paul, e lei comprende la vera natura opportunista del ragazzo. Mentre i tre forzati riflettono sulla maniera di neutralizzare Trochard, Trochard si accorge del piccolo canestro che Albert porta sempre con sé, se ne impossessa credendolo un oggetto rubato e lo porta nella propria camera. In realtà nel canestro c'è Adolphe, un minuscolo serpente dal morso letale, di proprietà di Albert. Mentre i tre forzati, con deliberata lentezza, si consultano sull'opportunità di avvertire Trochard, Adolphe provvede da sé all'esecuzione. Trochard muore all'istante e, durante il resto della nottata, Joseph redige un falso testamento che nasconde tra i documenti del morto.
Il mattino seguente, mentre nessuno degli ignari Ducotel si preoccupa di svegliare Trochard, Joseph e compagni devono far fronte alla scomparsa di Adolphe e iniziano una lunga ricerca tra negozio, abitazione e giardino dei Ducotel. Nel frattempo Isabelle, dopo una nottata di riflessione, ha compreso che Paul non è il ragazzo giusto per lei. È lo stesso Paul a fare la scoperta del cadavere dello zio, reagendo con freddezza e con un atteggiamento di artificiosa commozione provata davanti allo specchio, scena a cui assistono Jules e Albert. Quando Paul nega di aver trovato alcun testamento tra le carte di Trochard, i tre forzati si rendono conto che i problemi per i Ducotel non sono terminati. Ancora una volta è Adolphe a risolvere la situazione: Paul annuncia di essere appena stato morsicato da un serpente nascosto in una tasca della veste da camera del defunto, e muore poco dopo. Isabelle scopre il cadavere e sviene, ma viene soccorsa da un giovane ufficiale medico della Marina, entrato poco prima nell'emporio, con cui è scoccato subito il classico colpo di fulmine.
Con la morte di Paul, i tre forzati capiscono che il loro lavoro è finito e si congedano dai Ducotel per recarsi all'imbarco. Ma all'ultimo momento, conversando sui lati buoni della detenzione, decidono di tornare in prigione, in compagnia dell'inseparabile Adolphe, in attesa di un'altra buona occasione per evadere.